# OK magazine
OK magazine（オーケー・マガジン）はMARTIJN Association（マーティン・アソシエーション）の発行する機関誌である。イギリスNorthern and Shell社の週刊誌「OK! magazine」とは無関係。

## 概説
MARTIJN Associationにより編集・出版されている、小児愛専門誌。不定期刊で1986年5月創刊。
創刊当時は小児愛関連の歴史や諸情報、エッセイなどで構成されていたが、最近では小説も多く含まれている。また、小児愛専門誌ではあるが、少年愛に傾いており、表紙の殆どは少年の写真で構成されている。
合併号はMARTIJN Association設立10周年を記念した第39・40合併号（1992年12月）と、同じく20周年を記念した第83・84合併号（2003年1月）があり、前者はカラー表紙であったが、その後も長らくモノクローム時代が続き、本格的にカラー印刷化するのは2005年7月の第92号を待たねばならなかった。
本文はオランダ語で書かれているが、同団体の公式サイトから英語版をダウンロードすることが可能である。また、同団体の会員に郵送配布されるほか、通信販売も行っているが、MARTIJN Associationは国を越えての輸送に際しては、当該国の法規による規制の保証および可不可の確認は行わないと断言している。
最新号は2006年10月に発行された第94号で7.95ユーロ。

## 歴史
- 創刊号 - 1986年5月発行
- 第2号 - 1986年7月発行
- 第4号 - 1986年9月発行
- 第5号 - 1986年11月発行
- 第5号 - 1987年1月発行
- 第6号 - 1987年3月発行
- 第7号 - 1987年5月発行
- 第8号 - 1987年8月発行
- 第9号 - 1987年10月発行
- 第10号 - 1987年11月発行
- 第11号 - 1988年1月発行
- 第12号 - 1988年4月発行
- 第13号 - 1988年5月発行
- 第14号 - 1988年8月発行
- 第15号 - 1988年10月発行
- 第16号 - 1988年12月発行
- 第17号 - 1989年2月発行
- 第18号 - 1989年4月発行
- 第19号 - 1989年6月発行
- 第20号 - 1989年8月発行
- 第21号 - 1989年10月発行
- 第22号 - 1989年12月発行
- 第23号 - 1990年2月発行
- 第24号 - 1990年4月発行
- 第25号 - 1990年6月発行
- 第26号 - 1990年8月発行
- 第27号 - 1990年10月発行
- 第28号 - 1990年12月発行
- 第29号 - 1991年2月発行
- 第30号 - 1991年4月発行
- 第31号 - 1991年7月発行
- 第32号 - 1991年8月発行
- 第33号 - 1991年10月発行
- 第34号 - 1991年11月発行
- 第35号 - 1992年2月発行
- 第36号 - 1992年4月発行
- 第37号 - 1992年6月発行
- 第38号 - 1992年10月発行
- 第39・40合併号 - 1992年12月発行、MARTIJN Association創立10周年記念号
- 第41号 - 1993年2月発行
- 第42号 - 1993年6月発行
- 第43号 - 1993年7月発行
- 第44号 - 1993年9月発行
- 第45号 - 1993年11月発行
- 第46号 - 1993年12月発行
- 第47号 - 1994年2月発行
- 第48号 - 1994年4月発行
- 第49号 - 1994年8月発行
- 第50号 - 1995年2月発行
- 第51号 - 1995年5月発行
- 第52号 - 1995年9月発行
- 第53号 - 1996年1月発行
- 第54号 - 1996年4月発行
- 第55号 - 1996年8月発行
- 第56号 - 1996年11月発行
- 第57号 - 1997年3月発行
- 第58号 - 1997年5月発行
- 第59号 - 1997年8月発行
- 第60号 - 1997年10月発行
- 第61号 - 1997年12月発行
- 第62号 - 1998年3月発行
- 第63号 - 1998年5月発行
- 第64号 - 1998年8月発行
- 第65号 - 1998年10月発行
- 第66号 - 1998年12月発行
- 第67号 - 1999年3月発行
- 第68号 - 1999年5月発行
- 第69号 - 1999年8月発行
- 第70号 - 1999年10月発行
- 第71号 - 1999年12月発行
- 第72号 - 2000年4月発行
- 第73号 - 2000年6月発行
- 第74号 - 2000年8月発行
- 第75号 - 2000年10月発行
- 第76号 - 2000年12月発行
- 第77号 - 2001年5月発行
- 第78号 - 2001年8月発行
- 第79号 - 2001年11月発行
- 第80号 - 2002年3月発行
- 第81号 - 2002年6月発行
- 第82号 - 2002年11月発行
- 第83・84合併号 - 2003年1月発行、MARTIJN Association創立20周年記念号
- 第85号 - 2003年5月発行
- 第86号 - 2003年8月発行
- 第87号 - 2003年10月発行
- 第88号 - 2003年12月発行
- 第89号 - 2004年6月発行
- 第90号 - 2004年11月発行
- 第91号 - 2005年4月発行
- 第92号 - 2005年7月発行
- 第93号 - 2005年11月発行
- 第94号 - 2006年10月発行